# Gais 1966
Fotbollsklubben Gais spelade säsongen 1966 åter i allsvenskan efter att 1965 ha vunnit Division II Västra Götaland och därefter även den efterföljande kvalserien. Gais slutade åtta i serien.

## Inför säsongen

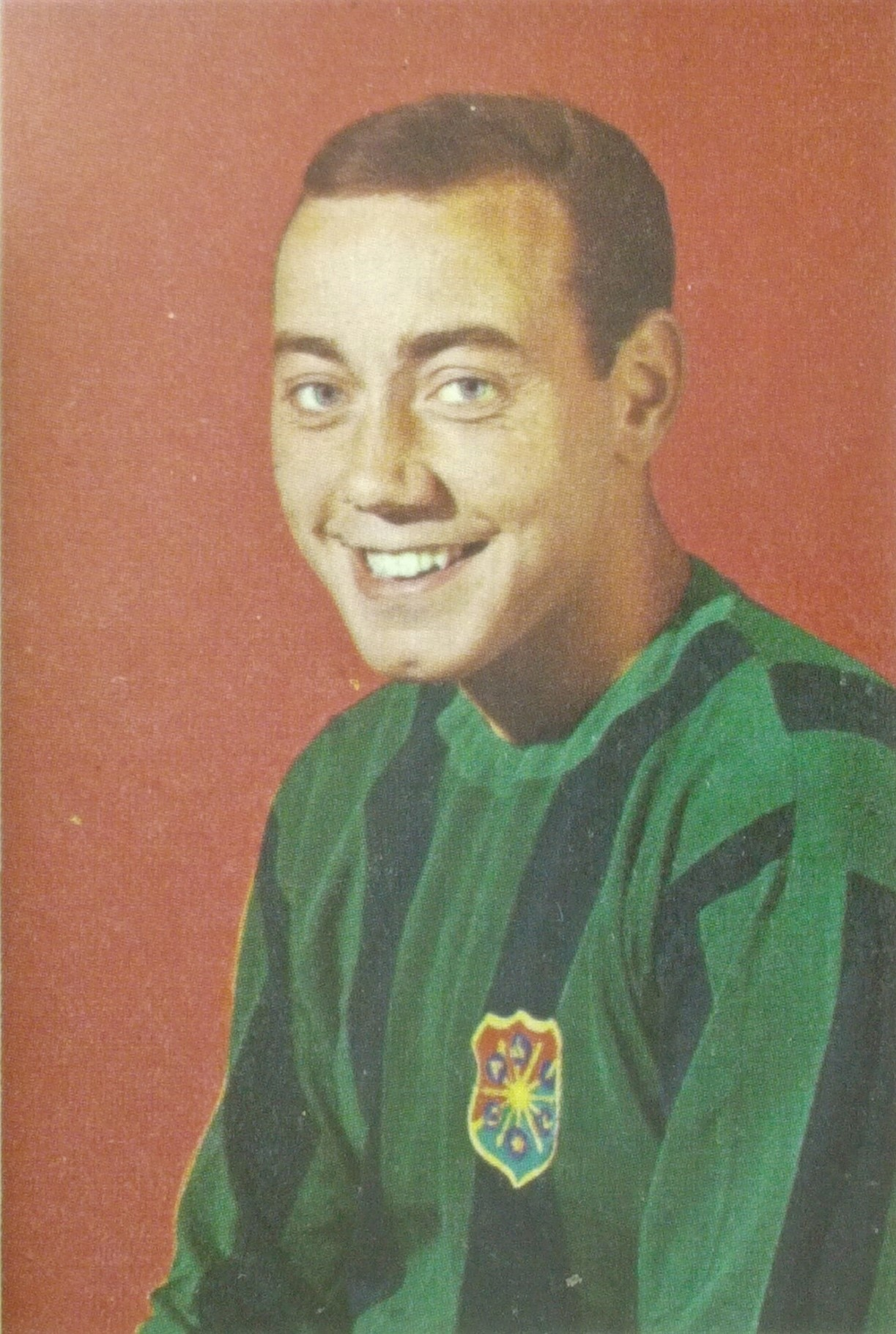
Thomas Bloom gjorde debut i Gais säsongen 1966.

Gais var försiktigt med förstärkningar inför säsongen, men i maj värvade man 18-årige Thomas Bloom från Husqvarna IF. Eddy Magnusson och Sten Wessberg lyftes upp i A-laget, och även Gunder Högström, Jan Olsson och Benny Apell kom att göra sina allsvenska debuter.

## Seriespel
Den allsvenska serien började knaggligt för Gais. Laget hade det svårt framåt, trots att klubbdirektören Åke Lindegarth till detta år hade infört traditionen att varje Gaismål hemma på Ullevi skulle saluteras med gröna raketer. Efter att premiäromgången ställts in på grund av ett ymnigt snöfall inledde Gais säsongen med en 0–2-förlust borta mot regerande mästarna Malmö FF. Hasse Samuelsson blev mot IFK Norrköping den förste gaisare att göra ett "raketmål" när Gais den 1 maj spelade 1–1 hemma mot IFK Norrköping. Sune Persson blev lagets förste segerskytt då han gjorde det enda målet i bortamatchen mot Degerfors IF den 8 maj. Under våren hängde Gais ändå med i övre halvan av tabellen, och vårens höjdpunkt blev derbyt mot Örgryte IS, där 19 990 åskådare såg Gais vinna mot rivalerna i seriespel för första gången på nästan 30 år. Gais vann med 3–2 och Hasse Samuelsson gjorde två mål. Efter det tappade Gais emellertid formen och slutade vårsäsongen på en tiondeplats med bara 7 poäng, lika många som IK Brage på nedflyttningsplats.
Under hösten gjorde Gais, lett av Hasse Samuelsson, en rivstart. Man slog först Örebro SK efter ett straffmål av Samuelsson, och därefter gjorde han ett hattrick när Gais slog Malmö FF med 3–1 hemma. Borta mot de försvarsstarka blivande mästarna Djurgårdens IF var Samuelsson den enda spelare under hela året som fick hål på Ronney Pettersson på hemmaplan, och han gjorde inte bara ett utan två mål på Pettersson när Gais vann med 2–1. Gais säkrade sedan kontraktet mot Örgryte med fem omgångar kvar. Öis ledde med 1–0 då Thomas Bloom drog på ett långskott från 25 meter rakt i krysset. 1–1 stod sig matchen ut, och avståndet till Brage på nedflyttningsplatsen var då sex poäng. Gais kunde därmed andas ut, trots att man hade förlorat båda sina matcher mot just Brage.
Gais slutade till sist på åttonde plats i tabellen, och även på åttonde plats i publikligan. Man fick även det tvivelaktiga nöjet att slå ett allsvenskt rekord: Laget hade tagit 20 poäng men bara gjort 19 mål, vilket var första gången ett allsvenskt lag hade fler poäng än mål under en säsong. Gais hade som vanligt haft en stark defensiv, men i anfallet var man alldeles för beroende av Hasse Samuelsson, som gjorde 11 av lagets 19 mål.

### Tabell
| Nr | Lag             | S  | V  | O | F  | GM | IM | MS  | P  |
| -- | --------------- | -- | -- | - | -- | -- | -- | --- | -- |
| 1  | Djurgårdens IF  | 22 | 15 | 3 | 4  | 46 | 17 | +29 | 33 |
| 2  | IFK Norrköping  | 22 | 12 | 5 | 5  | 53 | 24 | +29 | 29 |
| 3  | IF Elfsborg     | 22 | 11 | 7 | 4  | 40 | 26 | +14 | 29 |
| 4  | IFK Göteborg    | 22 | 12 | 5 | 5  | 44 | 34 | +10 | 29 |
| 5  | AIK             | 22 | 12 | 3 | 7  | 36 | 26 | +10 | 27 |
| 6  | Örgryte IS      | 22 | 8  | 7 | 7  | 45 | 40 | +5  | 23 |
| 7  | Örebro SK       | 22 | 8  | 4 | 10 | 42 | 44 | −2  | 20 |
| 8  | Gais (U)        | 22 | 7  | 6 | 9  | 19 | 27 | −8  | 20 |
| 9  | Malmö FF (RM)   | 22 | 6  | 7 | 9  | 32 | 34 | −2  | 19 |
| 10 | Hälsingborgs IF | 22 | 4  | 9 | 9  | 28 | 46 | −18 | 17 |
| 11 | IK Brage (U)    | 22 | 5  | 1 | 16 | 23 | 53 | −30 | 11 |
| 12 | Degerfors IF    | 22 | 2  | 3 | 17 | 21 | 58 | −37 | 7  |

### Seriematcher
| Lag             | Hemma | Borta |
| --------------- | ----- | ----- |
| Djurgårdens IF  | 0–0   | 2–1   |
| IFK Norrköping  | 1–1   | 0–0   |
| IF Elfsborg     | 0–2   | 1–1   |
| IFK Göteborg    | 1–5   | 0–1   |
| AIK             | 0–1   | 0–0   |
| Örgryte IS      | 3–2   | 1–1   |
| Örebro SK       | 0–3   | 1–0   |
| Malmö FF        | 3–1   | 0–2   |
| Helsingborgs IF | 2–3   | 1–0   |
| IK Brage        | 0–2   | 0–1   |
| Degerfors IF    | 2–0   | 1–0   |

## Spelarstatistik

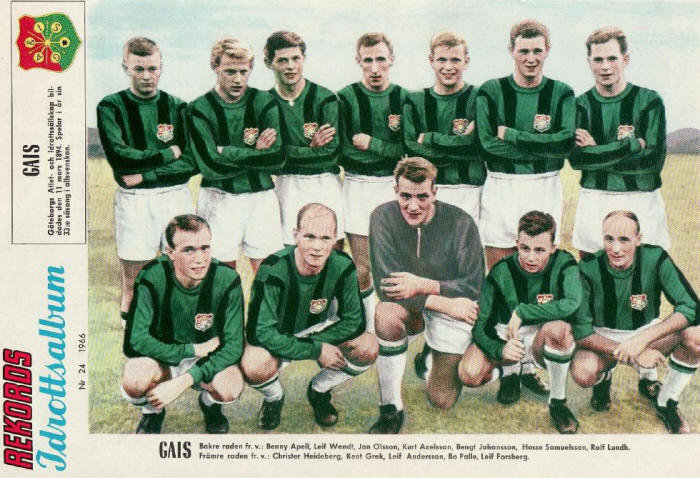
Gais 1966. Stående från vänster: Benny Apell, Leif Wendt, Jan Olsson, Kurt Axelsson, Bengt Johansson, Hasse Samuelsson, Rolf Lundh. Sittande: Christer Heideberg, Kent Grek, Leif Andersson, Bo Palle, Leif Forsberg.

| Spelare             | Matcher | Mål |
| ------------------- | ------- | --- |
| Leif Wendt          | 22      | 1   |
| Leif Andersson (mv) | 22      |     |
| Kurt Axelsson       | 22      |     |
| Christer Heideberg  | 22      |     |
| Yngve Samuelsson    | 21      |     |
| Hasse Samuelsson    | 20      | 11  |
| Jan Olsson          | 19      |     |
| Benny Apell         | 18      | 1   |
| Kent Grek           | 18      |     |
| Gunder Högström     | 17      |     |
| Bengt Johansson     | 15      | 3   |
| Thomas Bloom        | 13      | 1   |
| Rolf Lundh          | 9       | 1   |
| Sune Persson        | 8       | 1   |
| Leif Forsberg       | 5       |     |
| Eddy Magnusson      | 2       |     |
| Sten Wessberg       | 1       |     |